# Cachoeira Paulista
Cachoeira Paulista este un oraș în São Paulo (SP), Brazilia.